# Чернышёв, Михаил Александрович
Михаил Александрович Чернышёв (1904, Петергоф, Санкт-Петербургская губерния, Российская империя — ?) — советский партийный и государственный деятель, председатель Ульяновского облисполкома (1949—1952).

## Биография
Член ВКП(б).
Окончил сельскохозяйственный техникум, курсы при ЦК ВКП(б), в 1946 г. — Высшую школу партийных организаторов при ЦК ВКП(б).
В 1919—1924 гг. — на комсомольской работе, ответственный секретарь Оханского уездного комитета РКСМ (Пермская губерния).
1924—1926 гг. — ответственный секретарь Кунгурского окружного комитета РЛКСМ, на партийной работе в Средне-Волжском крае, в аппарате уполномоченного Комиссии партийного контроля при ЦК ВКП(б) по Куйбышевской области,
- 1937—1941 гг. — в Куйбышевском областном комитете ВКП(б),
- 1941—1942 гг. — секретарь Куйбышевского областного комитета ВКП(б) по кадрам,
- 1942—1943 гг. — заведующий организационно-инструкторским отделом Куйбышевского областного комитета ВКП(б),
- 1943—1945 гг. — секретарь Куйбышевского областного комитета ВКП(б) по кадрам,
- 1946—1948 гг. — секретарь Куйбышевского областного комитета ВКП(б) по кадрам,
- 1949—1952 гг. — председатель исполнительного комитета Ульяновского областного Совета.

Избирался депутатом Верховного Совета СССР 2-го и 3-го созывов.